# Bajangrejo
Bajangrejo is een bestuurslaag in het regentschap Purworejo van de provincie Midden-Java, Indonesië. Bajangrejo telt 813 inwoners (volkstelling 2010).